# Válka je vůl (The Best of)
Válka je vůl (The Best of) je druhé kompilační album české rockové skupiny Synkopy 61. Vydáno bylo v roce 1995 vydavatelstvím FT Records s katalogovým číslem FT0015. Deska obsahuje výběr písní, které skupina nahrála mezi lety 1966, kdy vznikly její vůbec první oficiální nahrávky, a 1981, kdy se Synkopy pod vedením Oldřicha Veselého přeorientovaly k art rocku. Při příležitosti křtu alba se uskutečnil 16. prosince 1995 v Brně koncert Synkop, čímž byla po pěti letech odmlky zahájena trvalá koncertní aktivita skupiny, která se zaměřila na svůj repertoár 60. a 70. let.

## Seznam skladeb
Hudbu složil(i) Oldřich Veselý, pokud není uvedeno jinak. 
| Pořadí         | Název                                                                | Hudba          | Text              | Původní album                                 | Délka |
| -------------- | -------------------------------------------------------------------- | -------------- | ----------------- | --------------------------------------------- | ----- |
| 1.             | Válka je vůl                                                         |                | František Jemelka | singl „Parte na prodej“/„Válka je vůl“ (1968) | 2:15  |
| 2.             | Marťan                                                               |                | František Jemelka | —                                             | 2:43  |
| 3.             | Suita pro Johana Sebastiana Bacha                                    |                | Veselý            | Synkopy 61 (1968)                             | 3:18  |
| 4.             | Žárlivá dívka                                                        |                | František Jemelka | Festival (1972)                               | 2:14  |
| 5.             | Měl jsem rád tvou peněženku                                          |                | František Jemelka | Synkopy 61 (1968)                             | 2:46  |
| 6.             | Bůh lenosti                                                          | Směja          | František Jemelka | singl (1969)                                  | 2:31  |
| 7.             | Casanova                                                             |                | František Jemelka | B strana singlu „Bůh lenosti“ (1969)          | 2:19  |
| 8.             | Hůl, nůž a cop                                                       | Směja          | Pavel Cmíral      | singl (1971)                                  | 2:35  |
| 9.             | Chci děvče stálý                                                     | Rybář          | Hanák             | Festival (1972)                               | 2:56  |
| 10.            | Lady Godiva                                                          |                | Hanák             | Festival (1972)                               | 3:56  |
| 11.            | Zelený lučištník                                                     |                | Hanák             | Xantipa (1974)                                | 4:01  |
| 12.            | Ptačí sonáta                                                         |                | Hanák             | Xantipa (1974)                                | 3:42  |
| 13.            | Xantipa                                                              | Směja          | Hanák             | Xantipa (1974)                                | 2:42  |
| 14.            | Oheň lásky                                                           |                | Pavel Cmíral      | —                                             | 3:38  |
| 15.            | Kámen mudrců                                                         | Směja          | Hanák             | Formule 1 (1975)                              | 3:36  |
| 16.            | Formule 1                                                            | Rybář          | František Jemelka | Formule 1 (1975)                              | 2:57  |
| 17.            | Poselství dětem                                                      |                | Hanák             | Formule 1 (1975)                              | 3:22  |
| 18.            | Touhy“ 1. „Vnuk Amundsenův“ 2. „Epitaf Julese Verna“ 3. „Atomový věk |                | Hanák             | Formule 1 (1975)                              | 13:21 |
| 19.            | Černý racek                                                          |                | Vrba              | Sluneční hodiny (1981)                        | 5:46  |
| 20.            | Sluneční hodiny /Toulka je oblá/                                     |                | Vrba              | Sluneční hodiny (1981)                        | 7:00  |
| Celková délka: | Celková délka:                                                       | Celková délka: | Celková délka:    | Celková délka:                                | 78:10 |